# Băneasa (cartier)
Zona Bănească este un cartier din partea de nord a orașului București, România, în apropierea lacului cu același nume (0,45 km²).

## Așezare și limite
Cartierul Băneasa se întinde pe o arie relativ largă:
- spre nord și nord-vest, până la strada Jandarmeriei, șos. Gheorghe Ionescu-Sisești și b-dul Apicultorilor, unde se învecinează cu cartierul Vatra Nouă
- spre vest, până la lacul Băneasa, la podul care îl desparte de cartierul Străulești
- spre sud-vest, până la b-dul Expoziției (inclusiv suprafețele ocupate de Casa Presei Libere și pavilionul ROMEXPO, terenul fostului Hipodrom Băneasa); spre sud-vest se învecinează cu cartierele Dămăroaia și Pajura
- spre nord și nord-est, până la Aleea Privighetorilor, până la Grădina Zoologică și platforma IPRS Băneasa
- spre est, până la Aeroportul Băneasa, cartierul Henri Coandă și Drumul Nisipoasa, unde se învecinează cu cartierul Pipera
- spre sud-est, până la linia ferată Chitila-Pipera și podul rutier peste această linie ferată, care îl desparte de cartierul Aviației și „Satul francez”

Cartierul Băneasa cuprinde mai multe zone disjuncte:
- „Băneasa veche”, cuprinsă între străzile Grațioasă, Ficusului, Elena Văcărescu și DN1
- „Băneasa-sat”, în zona străzilor Constantin Dobrogeanu-Gherea, Gârlei, Someșul Rece, b-dul Ion Ionescu de la Brad
- zona Gării Regale Băneasa, a Casei Presei Libere
- zona ROMEXPO și a hotelurilor aflate în apropierea cartierului Pajura
- zona agricolă a Fermei Regale Băneasa
- zona complexului comercial (mall-ul) Băneasa și a Ambasadei americane, cu suprafețe „rupte” din fosta Fermă Regală
- aria Clubului Diplomatic, fost Country Club Băneasa (în perioada interbelică)

În mod frecvent, se face referire la carterul Băneasa și atunci când sunt indicate repere care se află în zona de nord a Parcului „Regele Mihai”, cum ar fi Pavilionul H.

## Istoric
Cartierul Băneasa, fost „comuna suburbană Băneasa”, a luat naștere pe o porțiune din vechea moșie a Mariei Bibescu, contesă de Montesquiou-Fézensac.
Denumirea satului (și mai apoi a comunei și cartierului bucureștean Băneasa vine de la soția (băneasa) banului Mareș din secolul XVII. Banul a cumpărat bucăți din moșia Cârstienești (cum se chema pe atunci satul), iar după moartea sa proprietatea a fost mărită de către văduvă. Băneasa nu a aparținut niciodată familiei Ghica. La sfârșitul secolului XVIII, o mare parte a moșiei, deja cunoscută drept Băneasa, a intrat în posesia lui Ștefan Văcărescu, tatăl poetului Ienăchiță Văcărescu. Poetul a construit aici un conac din care nu a mai supraviețuiește decât biserica Sf. Nicolae. Contesa de Montesquiou  era strănepoata lui Ienăchiță Văcărescu și fiica lui Gheorghe Bibescu, domnitorul Țării Românești în timpul revoluției din 1848. Domnitorul începuse construirea unui palat impunător la Băneasa (în zona Gării Regale Băneasa de azi), dar declanșarea revoluției și plecarea sa din țară a oprit construcția.
La 10 Mai 1866, cu ocazia intrării viitorului Rege Carol I în București - pe un drum cu trăsura dinspre Buftea și Târgoviște, pe care l-a făcut însoțit de Ion Brătianu - acestuia i-a fost înmânată la Băneasa cheia orașului, în semn de bun-venit.

## Clădiri și locuri semnificative din cartierul Băneasa

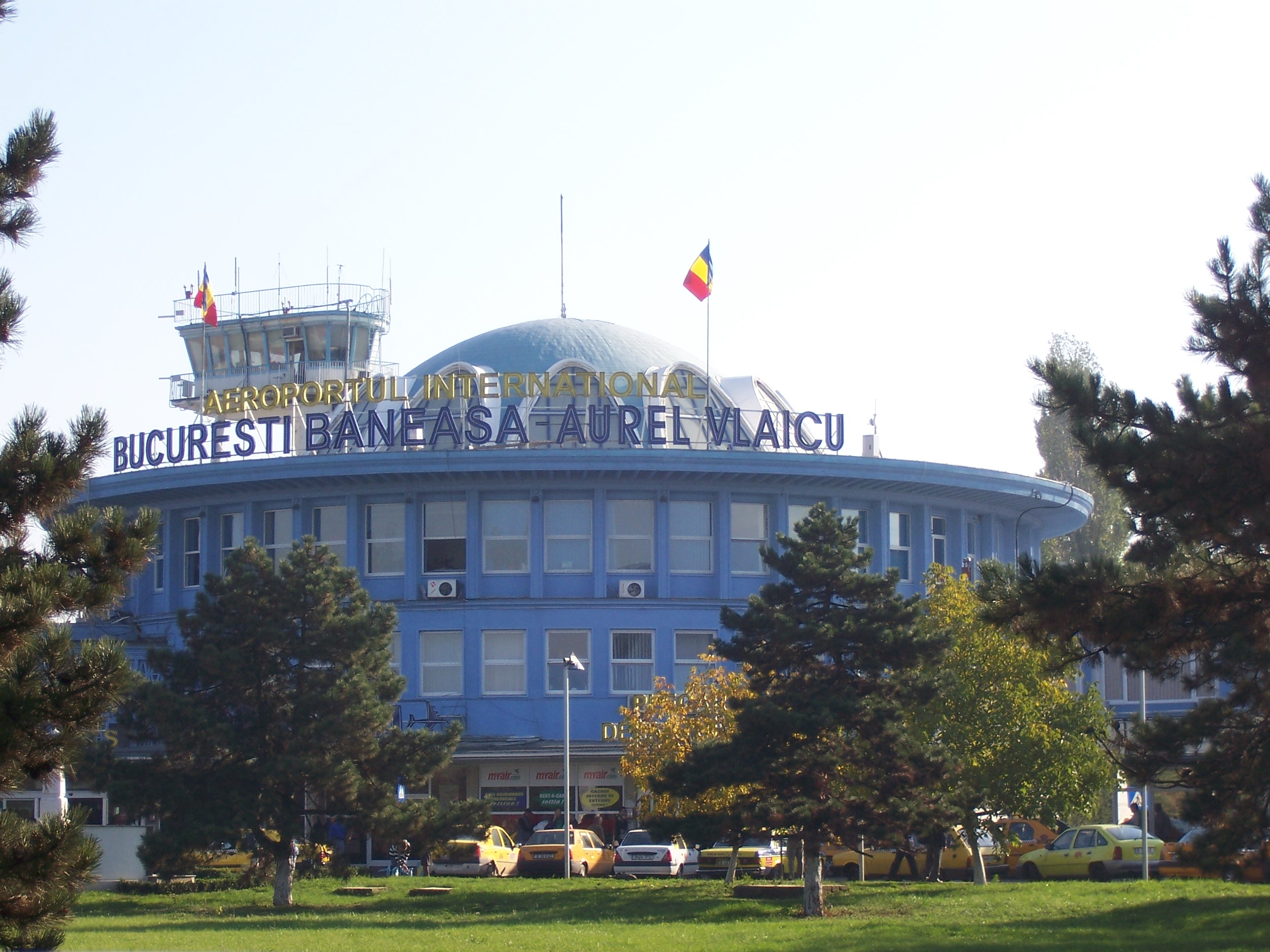
Aeroportul Băneasa

Podul Miorița

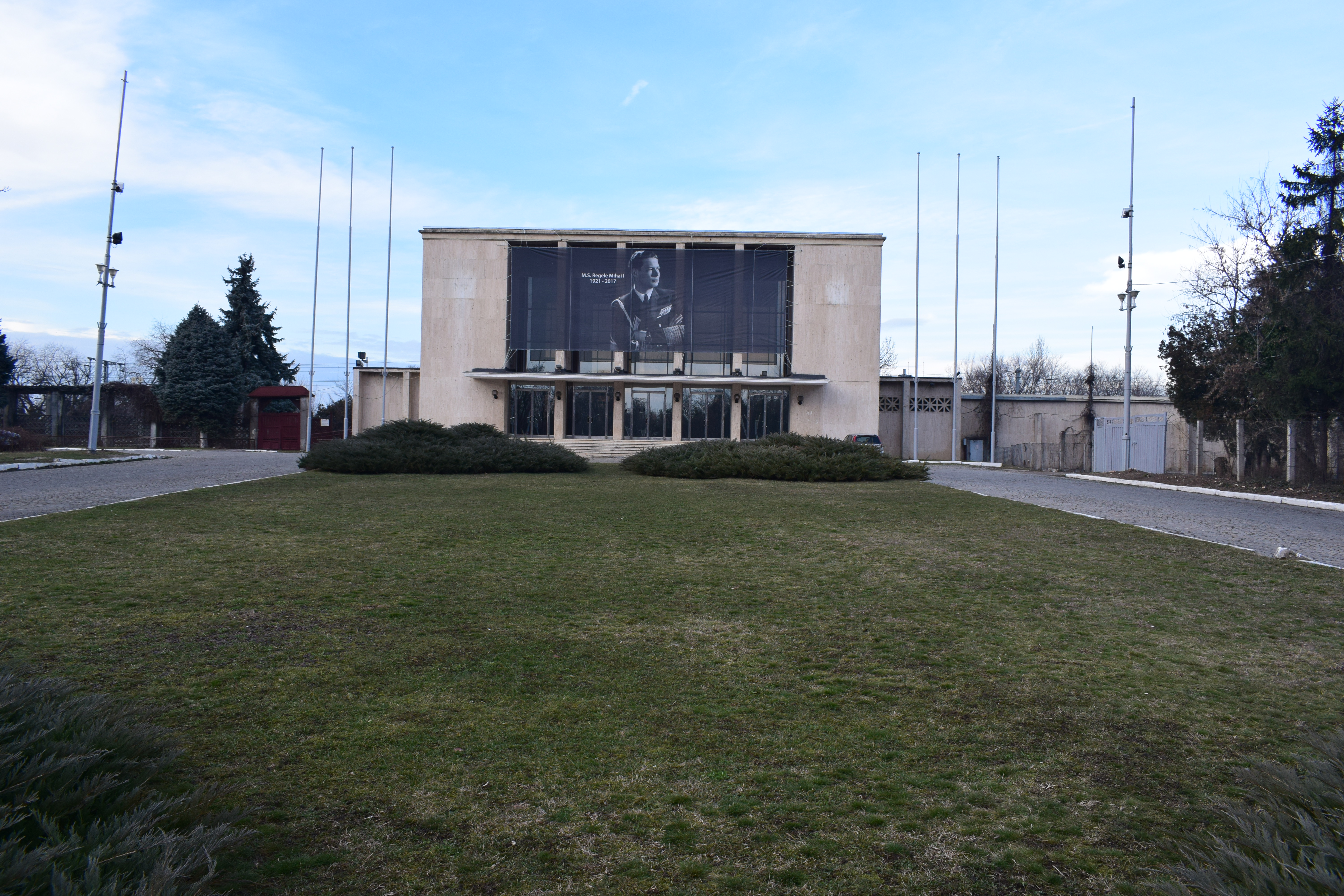
Fațada Gării Regale Băneasa, acoperită cu fotografia M.S. Regelui Mihai I al României, la două săptămâni după funeralii

În acest cartier se află câteva obiective importante:
- Aeroportul Băneasa;
- Complexul aeronautic Romaero
- „Casa de la Șosea”, pe str. Ion Ionescu de la Brad nr. 4, fostă locuință a profesorului Nae Ionescu și a Mareșalului Antonescu (menționată în scrierile lui Mircea Eliade și ale lui Mircea Vulcănescu), azi sediul „Stațiunii de Cercetare-Dezvoltare pentru Pomicultură Băneasa” (statiuneabaneasa.ro);
- Institutul de Cercetare și Dezvoltare pentru Protecția Plantelor (ICDPP), fosta Fermă Regală Băneasa, b-dul Ion Ionescu de la Brad nr. 8[1][2][3]
- fosta locuință a lt.-col. Constantin C. Roșescu, participant la Operațiunea Autonomous - b-dul Aerogării 12;
- „proprietatea Leibovici”, fost sediu al Comandamentului Aviației Britanice după 23 august 1944 - b-dul Aerogării 10 (azi demolată, pe locul ei se găsește Hotelul „Avis”);
- sediul Partidului Social Democrat (PSD);
- Gara Regală de la Băneasa;
- Fântâna Miorița;
- Podul Miorița (podul de cale ferată, pe sub care trece DN1), punctul unde au avut loc luptele pentru apărarea Capitalei la 24 august 1944;
- Podul Băneasa 2 (podul peste lacul Băneasa, pe care trece DN1);
- Podul Băneasa 3 (podul de cale ferată peste lacul Băneasa, situat în interiorul parcului „Regele Mihai I”);
- Mormântul lui Jules Dufour, fost administrator al moșiei Băneasa/Montesquiou, și al soției sale Hortense, în cimitirul Băneasa;
- Fostul Hipodrom Băneasa, demolat de autoritățile comuniste în 1956-1960 și mutat ulterior la Ploiești, aflat pe locul actualei Case a Presei Libere și Pavilion expozițional ROMEXPO, spre Calea Griviței și Dămăroaia;
- Casa Pinca și fostele grajduri de cai de curse, b-dul Aerogării nr. 9. Familia Pinca era proprietară de cai de curse, în legătură cu fostul Hipodrom din București. În perioada comunistă, proprietatea a fost folosită ca sediu al miliției călare; azi sediul unei societăți de construcții aflată în faliment, în stare de degradare.
- Monumentul „Ultimul străjer al capitalei”, care este și mormântul eroului Nicolae Păianu din Primul Război Mondial
- Complexul comercial Băneasa (mall), situat la nord de Aeroportul Băneasa
- Sediul ROMATSA
- Sediul Autorității Aeronautice Civile Române
- Băneasa Shopping City

## Biserici și instituții de cult din cartierul Băneasa

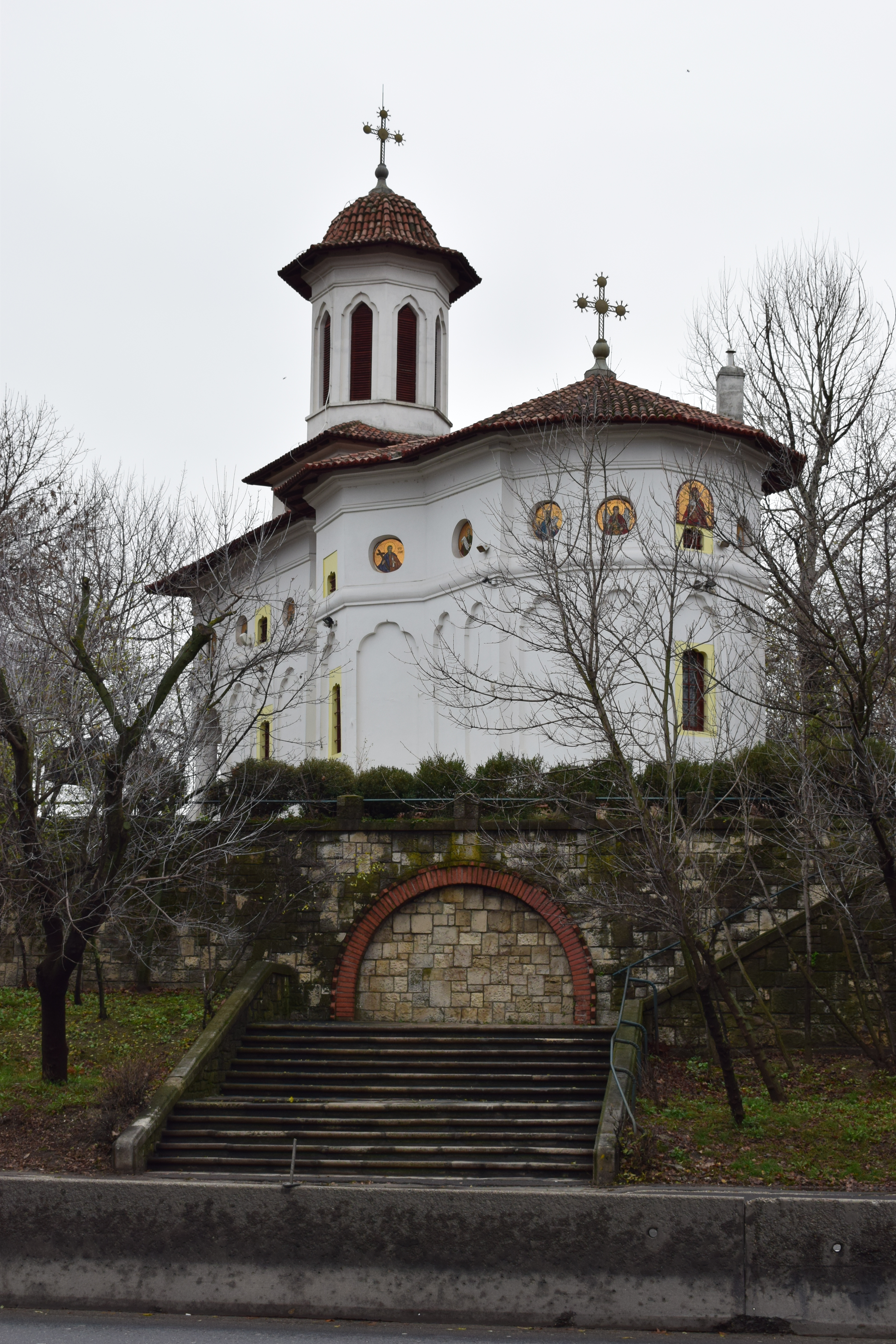
Biserica „Sfântul Nicolae” din Băneasa

- Biserica cu hramul Sf. Nicolae, ctitorită de Elena Văcărescu la 1792 (aflată pe dealul de la marginea actualului DN1, lângă Podul Miorița, vis-a-vis de stația de benzină)
- Parohia Romano-Catolică „Sf. Petru și Paul” Băneasa, str. Pechea 16

## Hoteluri și restaurante din cartierul Băneasa
- Hotel „Ramada Bucharest Parc”, b-dul Poligrafiei nr. 3-5 B
- Hotel „Crowne Plaza Flora” București, b-dul Poligrafiei nr. 1
- Hotel „Băneasa Parc”, str. Ștefan Holban nr. 40
- Phoenicia Grand Hotel, b-dul Aerogării 87
- Hotel „Avis” Arhivat în 27 ianuarie 2018, la Wayback Machine., b-dul Aerogării nr. 10
- Restaurant „Voievodal” Băneasa, șos. București-Ploiești nr. 10
- Restaurant „La Gil”, b-dul Aerogării nr. 21
- Restaurant „La Cocoșatu'”, str. Neagoe Vodă nr. 52A
- Bistro „La Boeru”, șos. București-Ploiești

## Muzee din cartierul Băneasa

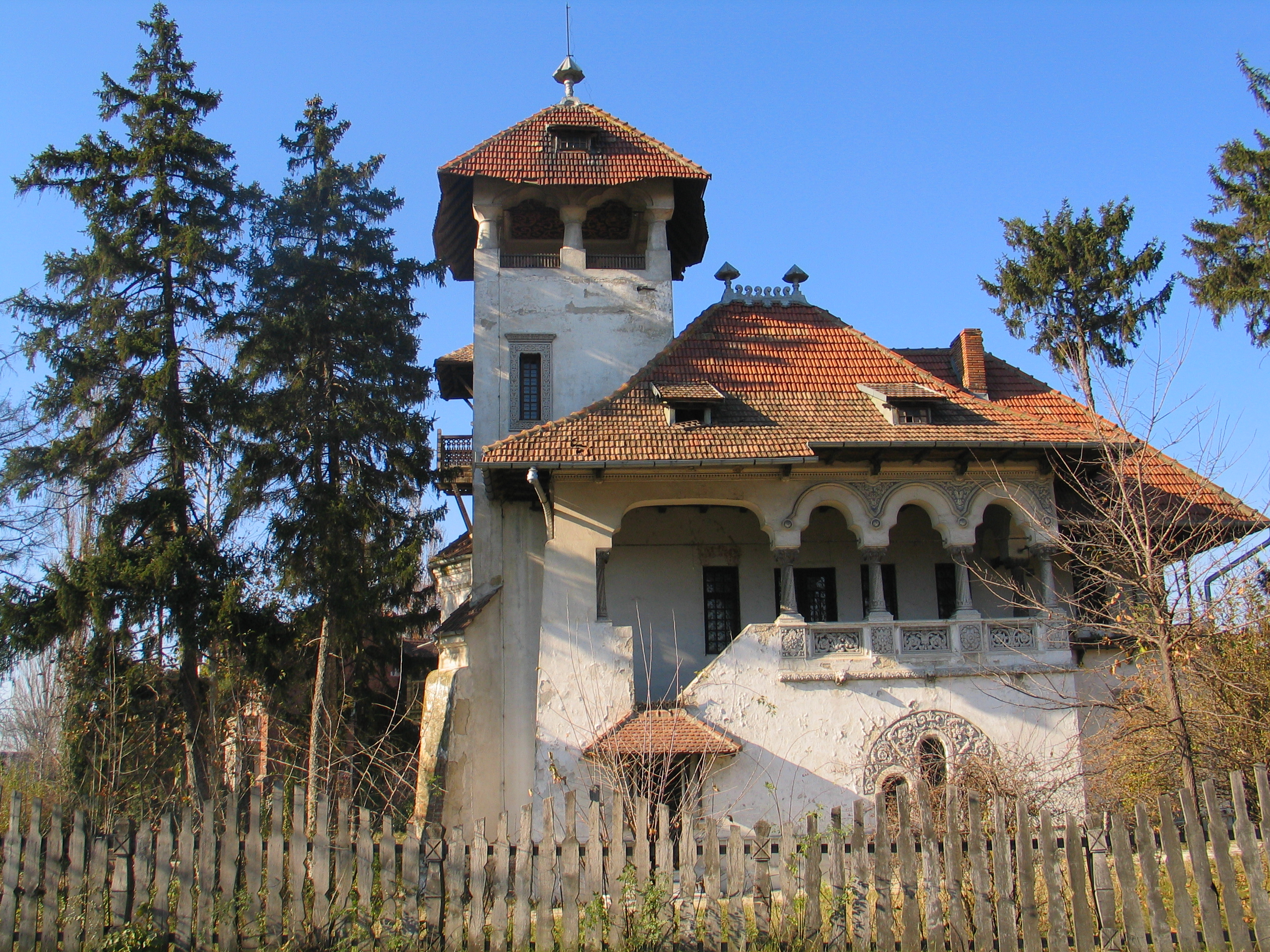
Vila Nicolae Minovici („casa cu clopoței”)

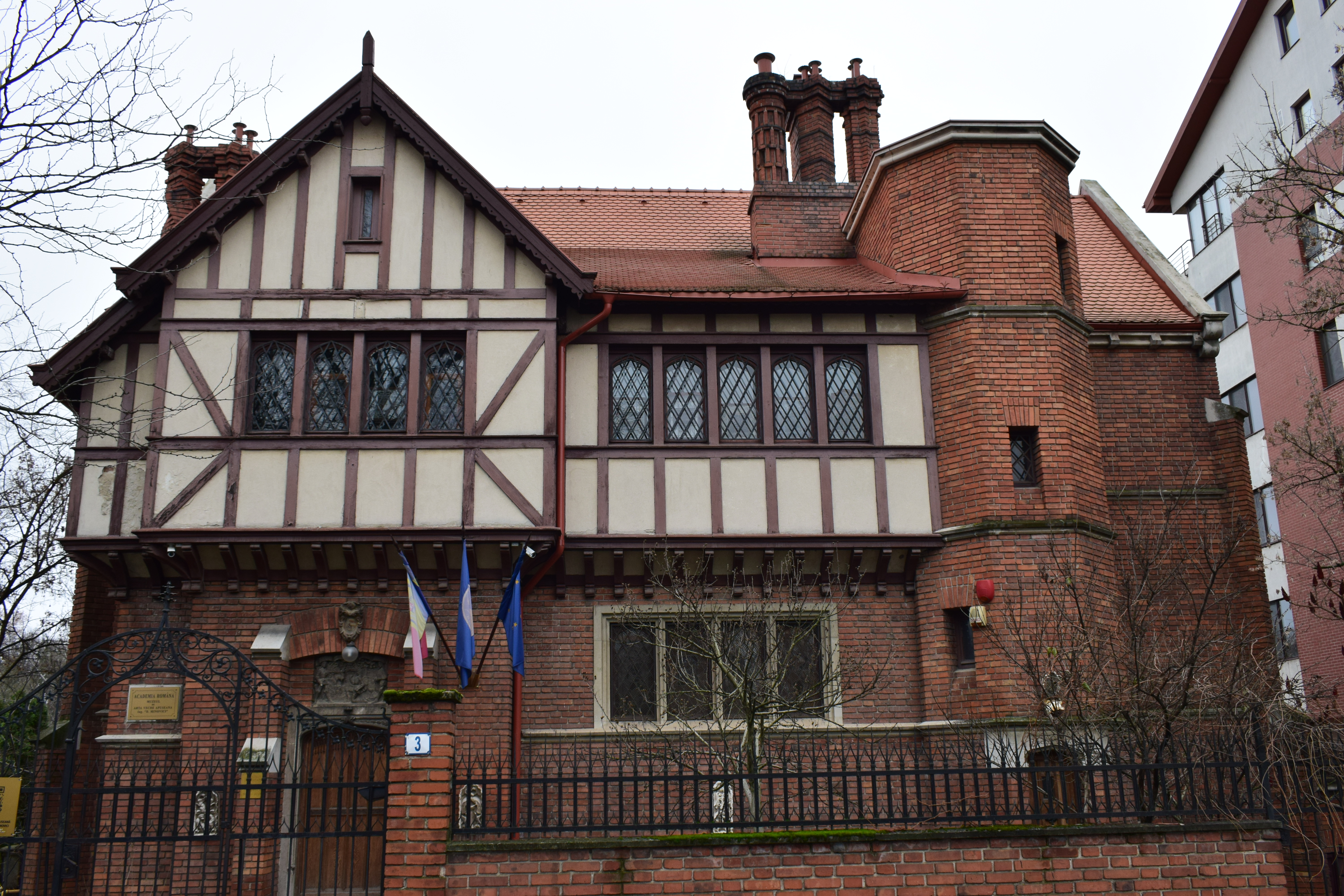
Vila ing. Dumitru Minovici

- „Vila Minovici”, cunoscută și ca „Vila cu clopoței”, cu grădina și anexele sale, construită de doctorul Nicolae Minovici, care adăpostește Muzeul de Artă Populară „Prof. Dr. Nicolae Minovici”;
- Vila în stil englezesc (Tudor) a inginerului Dumitru Minovici, unicat de arhitectură în România, care adăpostește Muzeul de Artă Veche Apuseană „Ing. Dumitru Minovici”;

## Școli și grădinițe din cartierul Băneasa
- Scoala Gimnaziala nr. 6 Str. Constantin Dobrogeanu Gherea 74
- Grădinița nr. 283, b-dul Ficusului 25
- Grădinița nr. 122, str. Băneasa nr. 12
- Școala Gimnazială nr. 7, str. Neagoe Vodă 11
- Colegiul Tehnic de Aeronautică „Henri Coandă”, b-dul Ficusului 44
- Colegiul Agricol Viaceslav Harnaj, b-dul Ficusului 20-26

## Listă de străzi din cartierul Băneasa
- Bulevardul Aerogării (fost b-dul Robert)
- Bulevardul Ficusului
- Bulevardul Ion Ionescu de la Brad
- Strada Băneasa
- Strada Belizarie
- Strada Marinarilor
- Strada Prințul George-Valentin Bibescu (fostă Albotei)
- Strada Amiral Horia Macellariu (fostă Gura Motrului, fostă Banului)
- Strada Elena Văcărescu (fostă parte din Șoseaua Nordului)
- Strada Grațioasă
- Strada Baru Mare
- Strada Constantin Dobrogeanu-Gherea
- Strada Gârlei
- Aleea Mateloților
- Strada Frezorilor
- Strada Biharia
- Strada Pechea
- Strada Someșul Rece
- Șoseaua Gheorghe Ionescu-Șișești

## Vedeți și
- Lacul Băneasa

## Galerie de imagini: monumente și clădiri din cartierul Băneasa

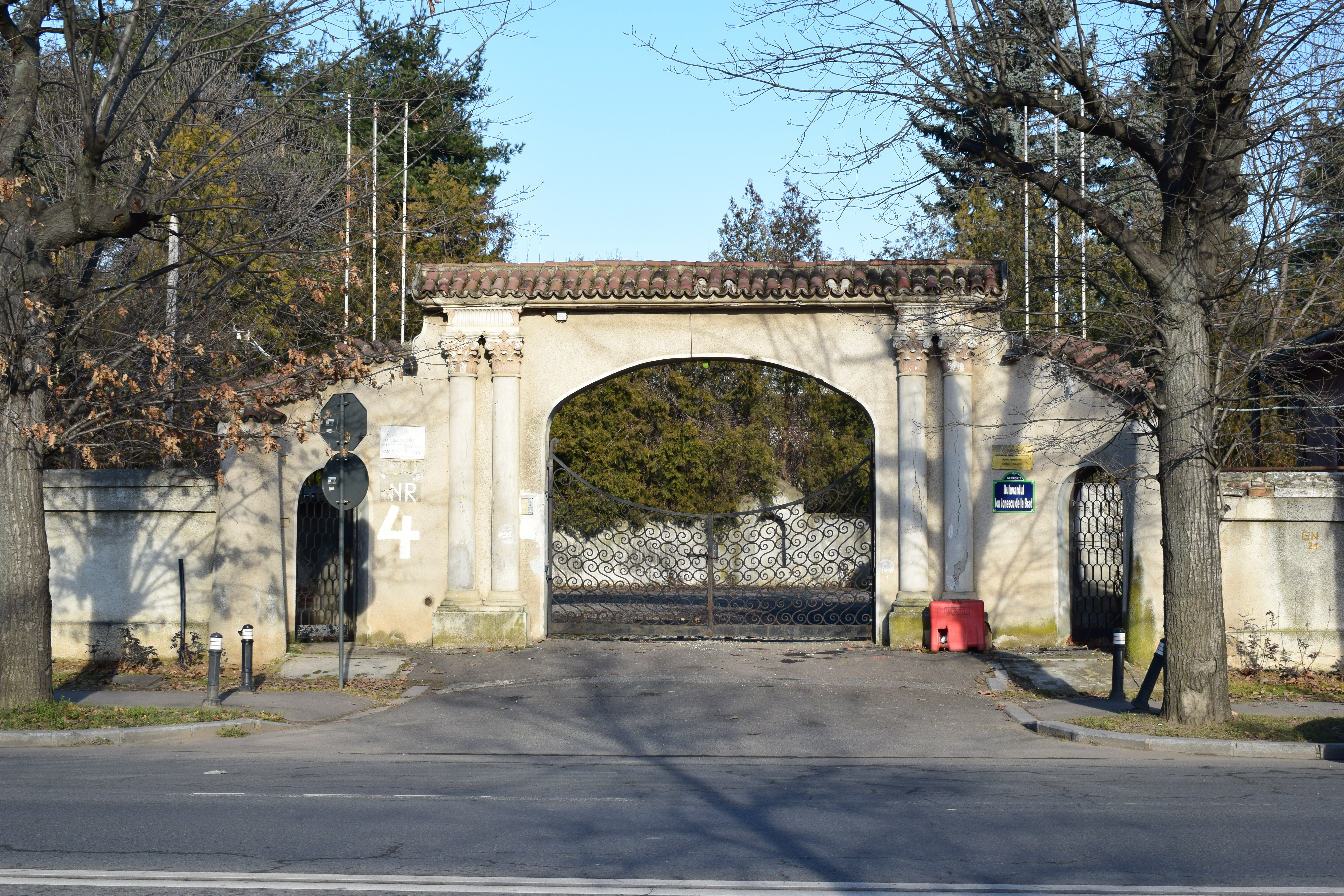
Intrarea casei ce a aparținut profesorului Nae Ionescu și mareșalului Ion Antonescu
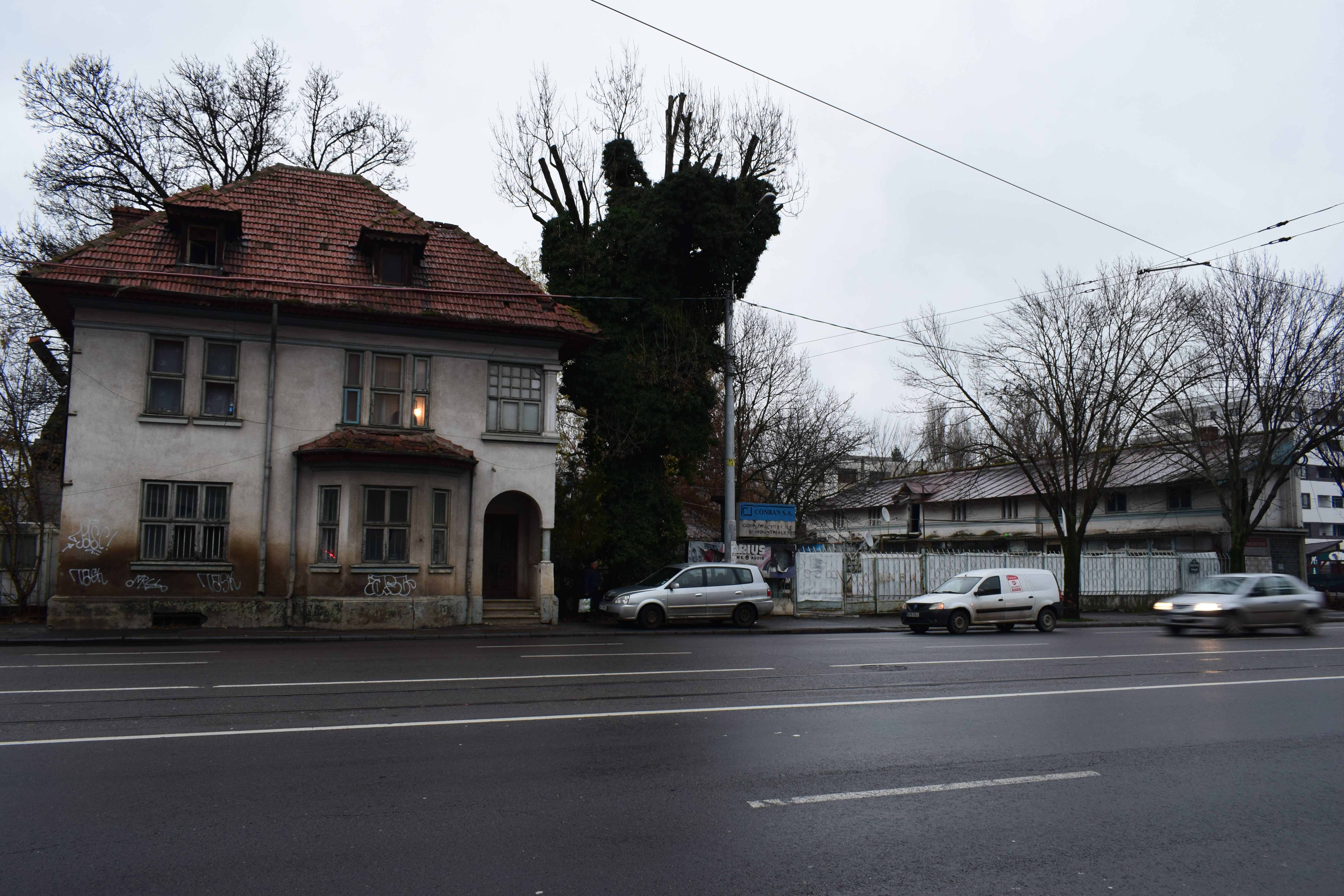
Casa Pinca și curtea ei pătrată, înconjurată de grajduri
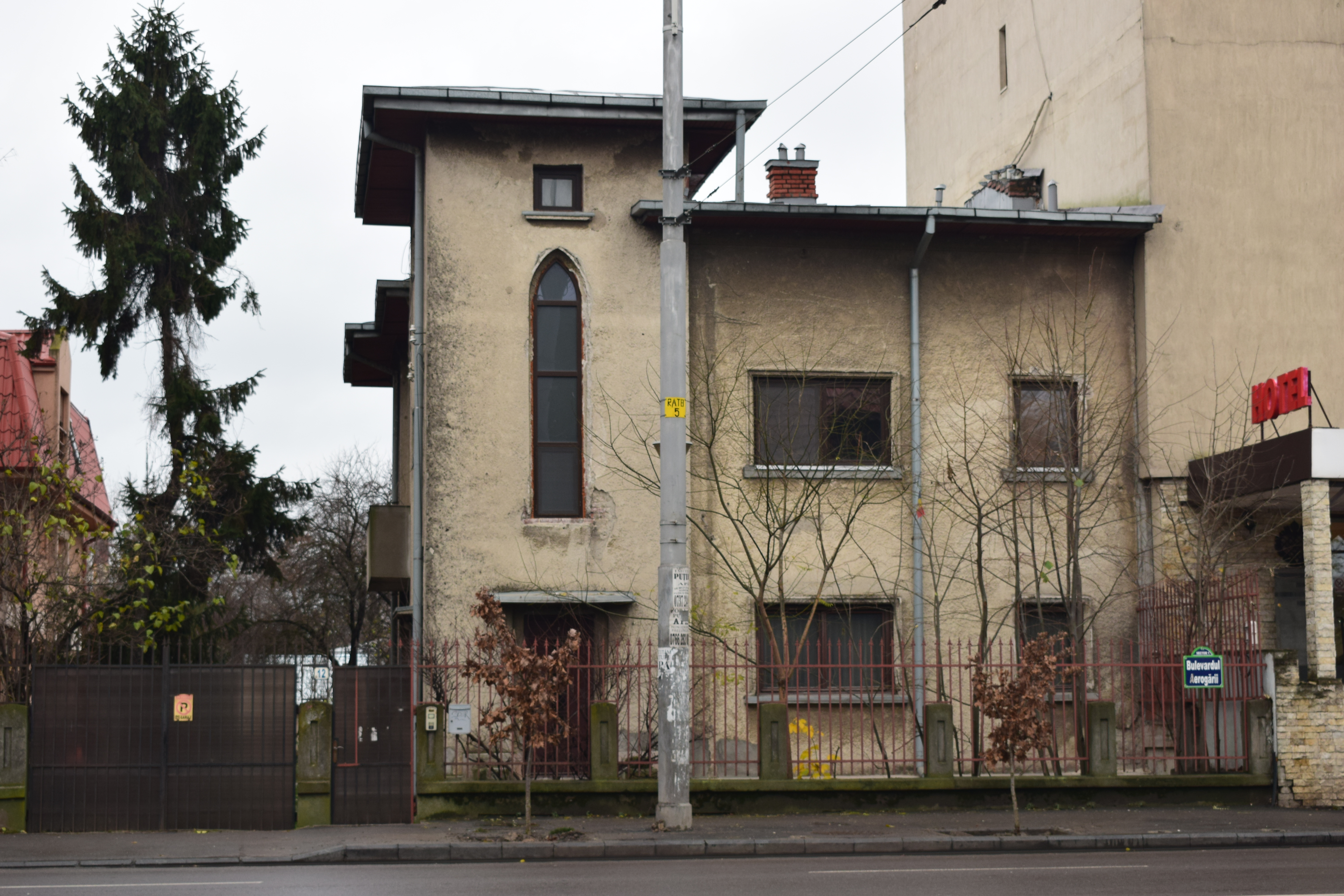
Casa Chiriac/Roșescu
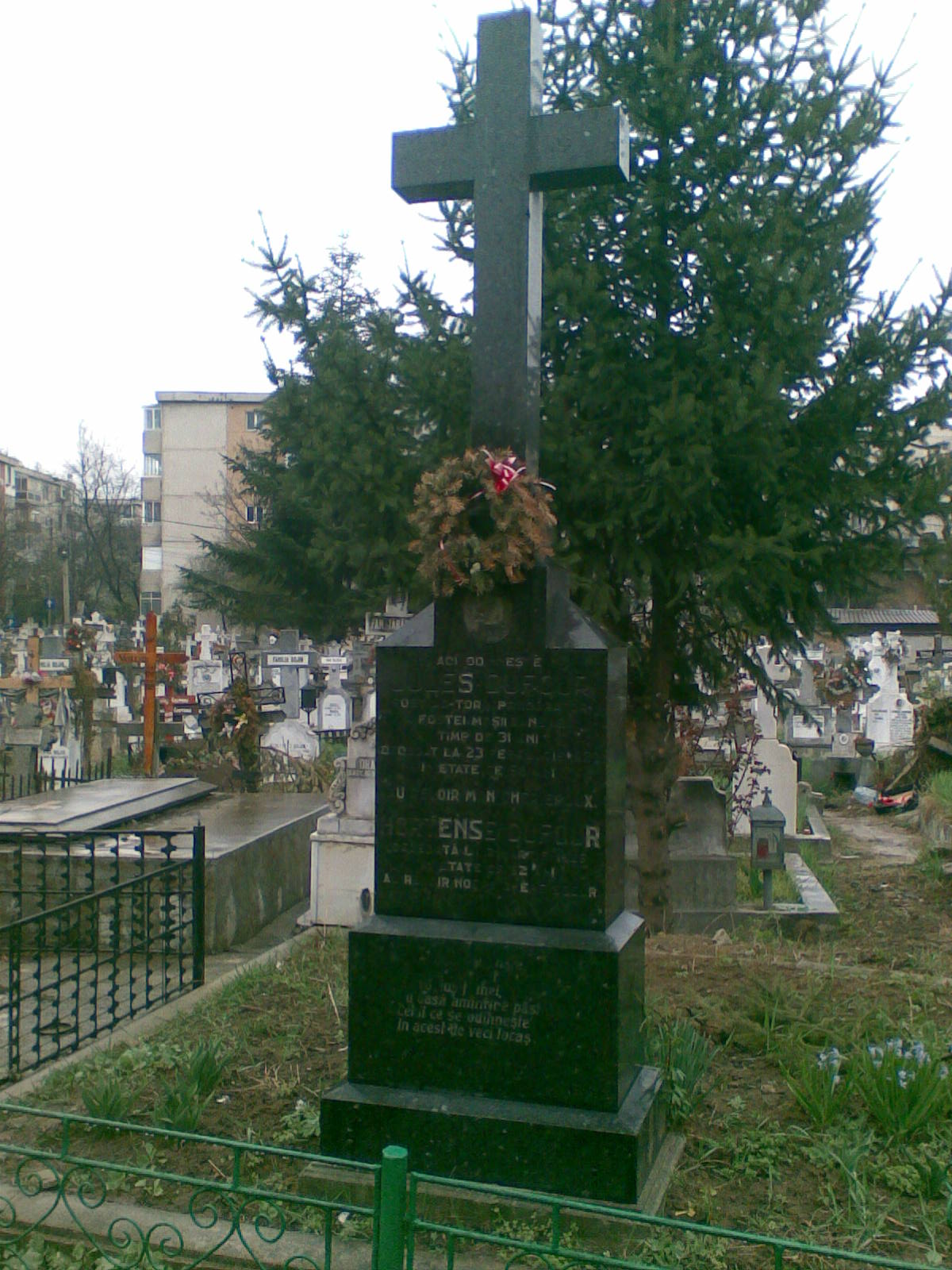
Mormântul soților Dufour
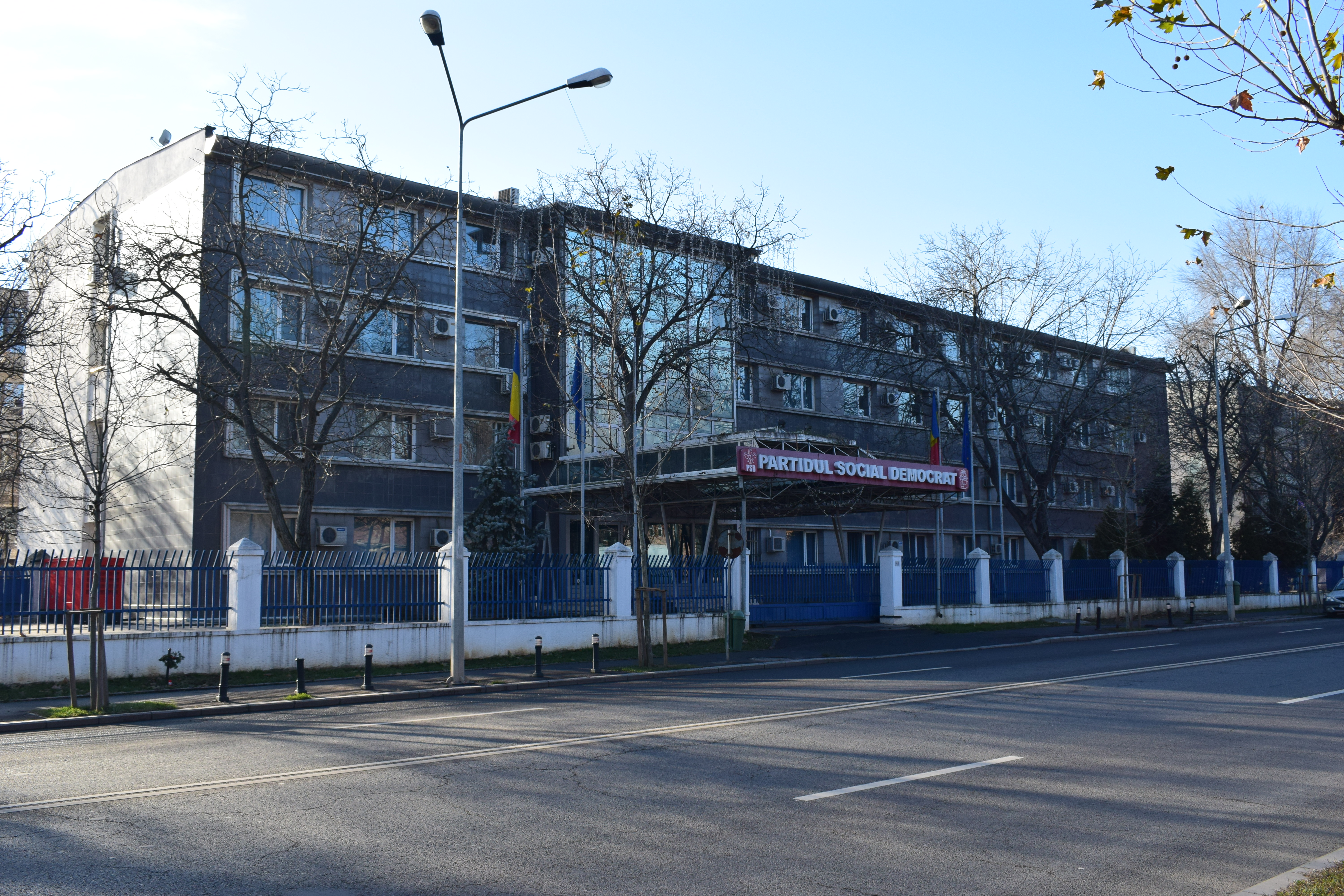
Sediul PSD din Băneasa
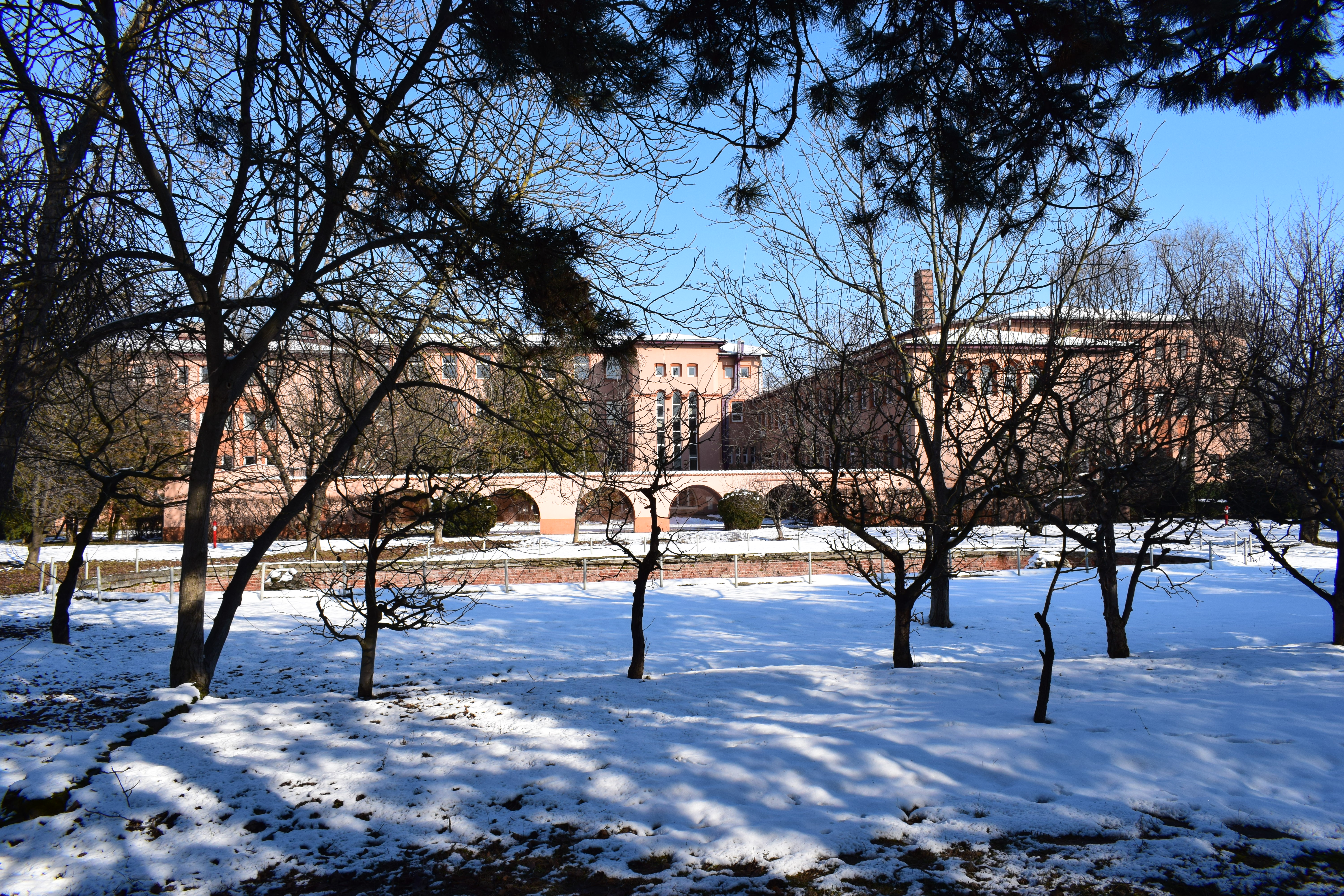
Clădirea principală a Fermei Regale Băneasa
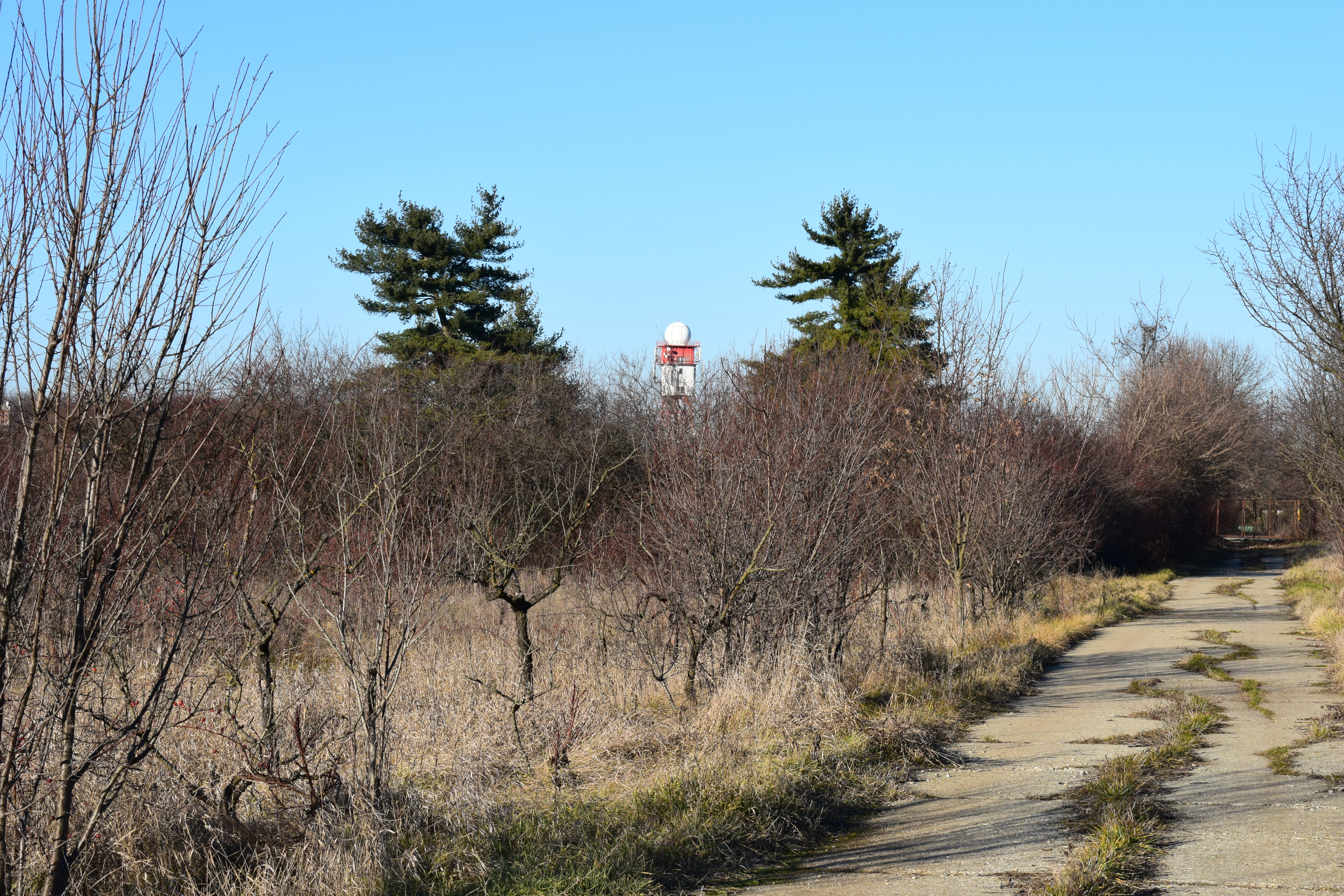
O imagine de pe terenul fostei Ferme Regale Băneasa, în partea situată la vest de DN1